# Parker (Pensilvania)
Parker es una ciudad ubicada en el condado de Armstrong en el estado estadounidense de Pensilvania. En el año 2000 tenía una población de 799 habitantes y una densidad poblacional de 280 personas por km².

## Geografía
Parker se encuentra ubicada en las coordenadas 41°5′39″N 79°40′58″O / 41.09417, -79.68278.

## Demografía
Según la Oficina del Censo en 2000 los ingresos medios por hogar en la localidad eran de $29,844 y los ingresos medios por familia eran $35,250. Los hombres tenían unos ingresos medios de $28,750 frente a los $21,875 para las mujeres. La renta per cápita para la localidad era de $14,627. Alrededor del 9.8% de la población estaba por debajo del umbral de pobreza.